# Makapta varians
Makapta varians är en fjärilsart som beskrevs av George Francis Hampson 1926. Makapta varians ingår i släktet Makapta och familjen nattflyn. Inga underarter finns listade i Catalogue of Life.